# Edward LeSaint

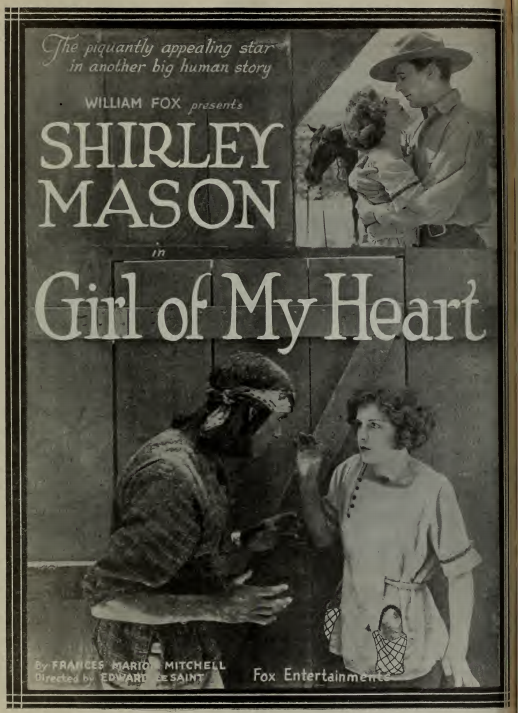
La locandina di un suo film

Edward LeSaint (Cincinnati, 13 dicembre 1870 – Los Angeles, 10 settembre 1940) è stato un regista, attore e sceneggiatore statunitense.
Era sposato con l'attrice Stella LeSaint.

## Biografia
Edward LeSaint cominciò a recitare da bambino a Filadelfia. Esordì nel cinema come attore nel 1911 in From the Bottom of the Sea, un cortometraggio della Independent Moving Pictures Co. of America (IMP) interpretato da Mary Pickford. Sarà il primo dei 315 film cui parteciperà come attore. L'ultimo sarà nel 1940, in A Night at Earl Carroll's, un film della Paramount dove ebbe un piccolo ruolo in coppia con la moglie, Stella.
Oltre a recitare, LeSaint girò 123 film come regista. Nel 1912, diresse la sua prima pellicola, Where Paths Meet. Dopo sei film girati per la IMP, passò alla Selig Polyscope Company, dove conobbe Stella Razetto, un'attrice di teatro e di vaudeville che girò con lui i suoi primi film. I due si sposarono il 25 dicembre del 1913 e rimasero insieme tutta la loro vita. Stella prese il nome del marito e viene ricordata come Stella LeSaint.
Edward firmò anche la sceneggiatura di dieci film. Morì il 10 settembre 1940 a Los Angeles.

## Filmografia
La filmografia - basata su IMDb - è completa.

### Attore

#### 1911
- From the Bottom of the Sea (1911)
- The Dumb Messenger (1911)

#### 1912
- All a Mistake, regia di Francis J. Grandon (1912)
- The Rose of California, regia di Francis J. Grandon (1912)
- A Timely Repentance, regia di William H. Clifford (1912)
- Squnk City Fire Company, regia di Francis J. Grandon (1912)
- Where Paths Meet, regia di J. Farrell MacDonald (1912)
- The Dove and the Serpent, regia di Francis J. Grandon (1912)
- A Change of Stripes, regia di F.J. Grandon (Francis J. Grandon) (1912)
- The Section Foreman, regia di F.J. Grandon (Francis J. Grandon) (1912)
- False to Both, regia di F.J. Grandon (Francis J. Grandon) (1912)
- On the Shore, regia di F.J. Grandon (Francis J. Grandon) (1912)
- The Return of Captain John, regia di Francis J. Grandon (1912)
- Leah, the Forsaken, regia di Herbert Brenon (1912)

#### 1923
- Mary of the Movies, regia di John McDermott (1923)

#### 1929
- The Talk of Hollywood, regia di Mark Sandrich (1929)

#### 1930
- Shadow of the Law, regia di Louis J. Gasnier (1930)
- For the Defense, regia di John Cromwell (1930)
- Manslaughter, regia di George Abbott (1930)
- The Costello Case, regia di Walter Lang (1930)
- The Dawn Trail, regia di Christy Cabanne (1930)
- Mothers Cry, regia di Hobart Henley (1930)

#### 1931
- The Last Parade
- Millie, regia di John Francis Dillon (1931)
- Gentleman's Fate, regia di Mervyn LeRoy (1931)
- Le vie della città (City Streets), regia di Rouben Mamoulian (1931)
- The Sky Raiders
- Kick In, regia di Richard Wallace (1931)
- Io amo (A Free Soul), regia di Clarence Brown (1931)
- The Lawyer's Secret, regia di Louis J. Gasnier e Max Marcin (1931)
- La donna del miracolo (The Miracle Woman), regia di Frank Capra (1931)
- Huckleberry Finn
- Caught, regia di Edward Sloman (1931)
- Graft, regia di Christy Cabanne (1931)
- Beloved Bachelor
- Ragazze per la città (Girls About Town), regia di George Cukor (1931)
- The Fighting Marshal
- The Range Feud, regia di D. Ross Lederman (1931)
- The Deadline, regia di Lambert Hillyer (1931)
- Under 18
- La piccola emigrante (Delicious)

#### 1932
- Ingratitudine (Emma), regia di Clarence Brown (1932)
- Proibito (Forbidden), regia di Frank Capra (1932)
- One Man Law
- Tomorrow and Tomorrow
- Polly of the Circus, regia di Alfred Santell (1932)
- I violenti del Nevada (South of the Rio Grande)
- The Wet Parade, regia di Victor Fleming (1932)
- High Speed, regia di D. Ross Lederman (1932)
- Il re del Far West (Destry Rides Again)
- Ritorno (Letty Lynton), regia di Clarence Brown (1932)
- Strangers of the Evening
- Notte di fuoco
- Street of Women
- The Texas Bad Man
- The Washington Masquerade
- Daring Danger, regia di D. Ross Lederman (1932)
- Kid Glove Kisses
- Drifting
- I fratelli Marx al college (Horse Feathers), regia di Norman Z. McLeod (1932)
- The Last Man, regia di Howard Higgin (1932)
- Two Against the World, regia di Archie Mayo (1932)
- Thirteen Women
- The Night of June 13
- The Phantom President
- Breach of Promise
- Officer, Save My Child
- Hidden Gold
- Speed Demon
- Io sono un evaso (I Am a Fugitive from a Chain Gang), regia di Mervyn LeRoy (1932)
- Prosperity, regia di Sam Wood (1932)
- Se avessi un milione
- La madonnina del porto (Tess of the Storm Country), regia di Alfred Santell (1932)
- No More Orchids
- Il segno della croce
- Il giardino del diavolo (Central Park), regia di John G. Adolfi (1932)
- Boy Oh Boy!

#### 1933
- Il prezzo del piacere (Child of Manhattan)
- Treason, regia di George B. Seitz (1933)
- Fulmine (Smoke Lightning)
- Il re della jungla (King of the Jungle)
- Gabriel Over the White House, regia di Gregory La Cava (1933)
- The Cohens and Kellys in Trouble
- Lo zio in vacanza (The Working Man)
- The Thrill Hunter, regia di George B. Seitz (1933)
- Feeling Rosy
- Unknown Valley
- Man Hunt, regia di Irving Cummings (1933)
- Tomorrow at Seven
- Jennie
- The Silk Express
- The Man Who Dared
- I Love That Man
- The Wrecker, regia di Albert S. Rogell (1933)
- Baby Face, regia di Alfred E. Green (1933)
- Potenza e gloria
- La distruzione del mondo (Deluge), regia di Felix E. Feist (1933)
- The Last Trail, regia di James Tinling (1933)
- Signora per un giorno (Lady for a Day), regia di Frank Capra (1933)
- Torch Singer
- Brief Moment
- Sogni infranti
- Hold the Press
- Sogno d'estate
- La guerra lampo dei fratelli Marx
- Before Midnight

#### 1934
- The Big Shakedown, regia di John Francis Dillon (1934)
- Amore alla frontiera
- This Side of Heaven, regia di William K. Howard (1934)
- The Quitter
- La casa dei Rothschild (The House of Rothschild), regia di Alfred L. Werker (1934)
- Il paradiso delle stelle (George White's Scandals), regia di Thornton Freeland, Harry Lachman, George White (1934)
- The Lost Jungle
- School for Girls
- Once to Every Woman
- L'ultima carta (Gambling Lady), regia di Archie Mayo (1934)
- You're Telling Me!
- Il mercante di illusioni
- Sadie McKee
- Hell Bent for Love
- Half-Baked Relations
- Such Women Are Dangerous
- Green Eyes, regia di Richard Thorpe (1934)
- A Man's Game
- She Learned About Sailors
- Compagni d'allegria
- Incatenata (Chained), regia di Clarence Brown (1934)
- Take the Stand
- Girl in Danger
- The Lemon Drop Kid, regia di Marshall Neilan (1934)
- A Lost Lady, regia di Alfred E. Green e Phil Rosen (1934)
- The Curtain Falls
- Student Tour
- Madame du Barry (Madame du Barry), regia di William Dieterle (1934)
- Tomorrow's Youth
- I'll Fix It
- Jealousy
- Flirting with Danger, regia di Vin Moore (1934)
- The Westerner
- Fugitive Lady
- The Gay Bride
- Sons of Steel
- The Band Plays On

#### 1935
- Romance in Manhattan, regia di Stephen Roberts (1935)
- Square Shooter
- A Notorious Gentleman
- Carnival, regia di Walter Lang (1935)
- The Woman in Red, regia di Robert Florey (1935)
- Il maggiordomo (Ruggles of Red Gap), regia di Leo McCarey (1935)
- A Night at the Ritz
- Death Flies East
- In Spite of Danger
- Public Opinion
- I'll Love You Always
- La vita comincia a quarant'anni (Life Begins at Forty), regia di George Marshall
- On Probation, regia di Charles Hutchison (1935)
- Fighting Shadows
- Tentazione bionda
- Party Wire
- Justice of the Range
- Chinatown Squad
- Do Your Stuff
- Unknown Woman
- Riding Wild, regia di David Selman (1935)
- Riccioli d'oro (Curly Top), regia di Irving Cummings (1935)
- Cheers of the Crowd
- Atlantic Adventure
- L'uomo dai diamanti
- Navy Wife, regia di Allan Dwan (1935)
- The Big Broadcast of 1936
- The Public Menace
- Il demone della montagna
- È scomparsa una donna
- The Rainmakers, regia di Fred Guiol (1935)
- Grand Exit
- One-Way Ticket, regia di Herbert J. Biberman (1935)
- In Old Kentucky
- La riva dei bruti
- Gallant Defender
- Super-Speed
- Sterminateli senza pietà
- Ah, Wilderness!
- Too Tough to Kill
- White Lies, regia di Leo Bulgakov

#### 1936
- Tell Your Children, regia di Doug Kaufman (1936)
- Dangerous Intrigue, regia di David Selman (1936)
- The Mysterious Avenger, regia di David Selman (1936)
- The Oregon Trail, regia di Scott Pembroke (1936)
- Tempi moderni
- Il sentiero del pino solitario (The Trail of the Lonesome Pine), regia di Henry Hathaway (1936)
- Road Gang
- Gelosia (Wife vs. Secretary), regia di Clarence Brown (1936)
- Too Many Parents
- Pride of the Marines
- È arrivata la felicità
- The Drag-Net
- La sedia del testimone
- Half Shot Shooters
- The Case Against Mrs. Ames
- Falsari alla sbarra
- Disorder in the Court
- Below the Deadline, regia di Charles Lamont (1936)
- Bunker Bean
- The Crime of Dr. Forbes
- Shakedown
- Two-Fisted Gentleman
- Troppo amata (The Gorgeous Hussy), regia di Clarence Brown (1936)
- Yellowstone
- They Met in a Taxi
- Bulldog Edition
- Wives Never Know
- L'uomo che visse due volte
- The Big Broadcast of 1937
- La reginetta dei monelli (Dimples), regia di William A. Seiter (1936)
- Code of the Range
- End of the Trail
- Pigskin Parade, regia di David Butler (1936)
- Killer at Large, regia di David Selman (1936)
- Legion of Terror
- Love Letters of a Star
- Career Woman
- College Holiday
- Lady from Nowhere
- Counterfeit Lady

#### 1937
- We Who Are About to Die
- La camera della morte
- Man of the People
- Dick Tracy
- Trapped
- Servant of the People: The Story of the Constitution of the United States
- Racketeers in Exile
- Oh, Doctor
- Two Gun Law
- Pericolo all'ovest
- I Promise to Pay
- Let Them Live
- The Road Back
- Un giorno alle corse
- Il mercante di schiavi
- Married Before Breakfast
- Wild West Days
- Fra due donne (Between Two Women), regia di George B. Seitz (1937)
- Forty Naughty Girls
- Cento uomini e una ragazza
- La città dalle mille luci
- My Dear Miss Aldrich
- The Lady Fights Back
- Madame X
- Roll Along, Cowboy
- Pronto per due
- The Old Wyoming Trail
- Outlaws of the Prairie
- A mezzanotte...
- The Shadow
- Un mondo che sorge

#### 1938
- I filibustieri
- Captain Kidd's Treasure
- Le avventure di Tom Sawyer (The Adventures of Tom Sawyer), regia di Norman Taurog (1938)
- Cattle Raiders
- Life in Sometown, U.S.A.
- Start Cheering
- Call of the Rockies
- Ritmi a scuola
- Law of the Plains
- The Saint in New York
- L'inesorabile
- The Main Event
- Woman Against Woman
- Squadron of Honor
- West of Cheyenne
- The Texans
- Smashing the Rackets
- Eroe per forza
- Il vendicatore
- The Colorado Trail
- My Lucky Star, regia di Roy Del Ruth
- Juvenile Court
- West of the Santa Fe
- Il ragno nero
- The Lady Objects
- Exposed
- Rio Grande
- I tre cadetti
- Once Over Lightly

#### 1939
- Disbarred
- The Thundering West
- Jess il bandito
- Arizona Legion
- Spregiudicati (Idiot's Delight), regia di Clarence Brown (1939)
- Flying G-Men
- Il sosia innamorato
- Lincoln in the White House
- Within the Law
- La sposa di Boston
- Spoilers of the Range
- La via dei giganti
- The Oregon Trail
- The Man from Sundown
- Overland with Kit Carson
- Gli indomabili
- Behind Prison Gates
- Mutiny on the Blackhawk
- Fugitive at Large
- Five Little Peppers and How They Grew
- A Woman Is the Judge
- Television Spy
- Joe and Ethel Turp Call on the President
- The Stranger from Texas
- Il canto del fiume (Swanee River), regia di Sidney Lanfield (1939)

#### 1940
- The Shadow
- The Green Hornet, regia di Ford Beebe (1940)
- Convicted Woman
- Five Little Peppers at Home
- Bullets for Rustlers
- Women Without Names
- The Man from Tumbleweeds
- Il romanzo di una vita
- Texas Stagecoach
- The Return of Wild Bill
- Anne of Windy Poplars
- Gli avventurieri di San Marta
- A Night at Earl Carroll's, regia di Kurt Neumann (1940)

### Regista

#### 1912
- The Land of Promise – cortometraggio (1912)
- Jim's Atonement – cortometraggio (1912)
- Henpecked Ike – cortometraggio (1912)
- The Thirst for Gold – cortometraggio (1912)
- The Parson and the Medicine Man – cortometraggio (1912)
- Hearts in Conflict – cortometraggio (1912)

#### 1913
- The Spell of the Primeval – cortometraggio (1913)
- The False Friend – cortometraggio (1913)
- The Woman of the Mountains – cortometraggio (1913)
- Big Jim of the Sierras – cortometraggio (1913)
- The Dangling Noose – cortometraggio (1913)
- Between the Rifle Sights – cortometraggio (1913)
- Trying Out No. 707 – cortometraggio (1913)
- Outwitted by Billy – cortometraggio (1913)
- The Supreme Moment – cortometraggio (1913)
- Northern Hearts – cortometraggio (1913)
- The Lure of the Road – cortometraggio (1913)
- His Sister – cortometraggio (1913)

#### 1914
- Unto the Third and Fourth Generation – cortometraggio (1914)
- Blue Blood and Red – cortometraggio (1914)
- A Splendid Sacrifice – cortometraggio (1914)
- The Heart of Maggie Malone – cortometraggio (1914)
- Reconciled in Blood – cortometraggio (1914)
- The Mistress of His House – cortometraggio (1914)
- Memories – cortometraggio (1914)
- Little Lillian Turns the Tide – cortometraggio (1914)
- Kid Pink and the Maharajah – cortometraggio (1914)
- The Cop on the Beat – cortometraggio (1914)
- The Fire Jugglers – cortometraggio (1914)
- A Flirt's Repentance – cortometraggio (1914)
- The Last Man's Club – cortometraggio (1914)
- The Schooling of Mary Ann – cortometraggio (1914)
- The Baby Spy – cortometraggio (1914)
- Dawn – cortometraggio (1914)
- The Girl Behind the Barrier – cortometraggio (1914)
- The Rummage Sale – cortometraggio (1914)
- Judge Dunn's Decision – cortometraggio (1914)
- When the Night Call Came – cortometraggio (1914)
- Reporter Jimmie Intervenes – cortometraggio (1914)
- Footprints – cortometraggio (1914)
- The Reporter on the Case – cortometraggio (1914)
- What Became of Jane? – cortometraggio (1914)
- The Sealed Oasis – cortometraggio (1914)
- Who Killed George Graves? – cortometraggio (1914)
- A Typographical Error – cortometraggio (1914)
- The Man in Black – cortometraggio (1914)
- Ye Vengeful Vagabonds – cortometraggio (1914)
- A Just Punishment – cortometraggio (1914)
- The Reparation – cortometraggio (1914)
- The Blue Flame – cortometraggio (1914)
- The Wasp – cortometraggio (1914)
- 'C D' - A Civil War Tale – cortometraggio (1914)
- Peggy, of Primrose Lane – cortometraggio (1914)
- The Broken 'X' – cortometraggio (1914)
- The Fates and Ryan – cortometraggio (1914)
- Her Sister – cortometraggio (1914)
- One Traveler Returns – cortometraggio (1914)

#### 1915
- The Strange Case of Princess Khan – cortometraggio (1915)
- The Richest Girl in the World – cortometraggio (1915)
- The Spirit of the Violin – cortometraggio (1915)
- The Passer-By – cortometraggio (1915)
- The Black Diamond – cortometraggio (1915)
- The Lady of the Cyclamen – cortometraggio (1915)
- Retribution – cortometraggio (1915)
- Ashes of Gold – cortometraggio (1915)
- The Poetic Justice of Omar Khan – cortometraggio (1915)
- Ingratitude of Liz Taylor – cortometraggio (1915)
- The Blood Yoke – cortometraggio (1915)
- His Father's Rifle – cortometraggio (1915)
- The Shadow and the Shade – cortometraggio (1915)
- The Unfinished Portrait – cortometraggio (1915
- The Clause in the Constitution – cortometraggio (1915)
- The Circular Staircase (1915)
- The Long Chance (1915)
- The Supreme Test (1915)
- Lord John in New York (1915)
- Lord John's Journal (1915)
- The Little Upstart (1915)

#### 1916
- The Grey Sisterhood (1916)
- Three Fingered Jenny (1916)
- The Eye of Horus (1916)
- The League of the Future (1916)
- The Voice of the Tempter (1916)
- The Purple Maze (1916)
- The Three Godfathers (1916)
- The Jackals of a Great City (1916)
- The Honorable Friend (1916)
- L'anima di Koura-San (The Soul of Kura San) (1916)
- Gentlemen (The Victoria Cross) (1916)

#### 1917
- The Golden Fetter (1917)
- L'odio del rajah (Each to His Kind) (1917)
- The Lonesome Chap (1917)
- The Greatest Power
- Heir of the Ages (o The Heir of the Ages) (1917)
- The Squaw Man's Son (1917)
- Fighting Mad (1917)

#### 1918
- Il lupo e la pantera (The Wolf and His Mate) (1918)
- Cupid's Roundup (1918)
- Painted Lips (1918)
- Nobody's Wife (1918)
- The Devil's Wheel (1918)
- Her One Mistake
- The Scarlet Road (1918)
- The Bird of Prey (1918)
- Kultur (1918)
- The Strange Woman (1918)

#### 1919
- The Call of the Soul (1919)
- Hell-Roarin' Reform (1919)
- Fighting for Gold
- I falchi neri (The Wilderness Trail) (1919)
- The Sneak (1919)
- Il maniaco della velocità (The Speed Maniac) (1919)
- The Feud (1919)

#### 1920
- Flames of the Flesh (1920)
- The Mother of His Children (1920)
- White Lies (1920)
- A Sister to Salome (1920)
- Rose of Nome (1920)
- Merely Mary Ann (1920)
- The Girl of My Heart (1920)
- Two Moons (1920)

#### 1922
- The Sleepwalker (1922)
- More to Be Pitied Than Scorned
- Only a Shop Girl

#### 1923
- Temptation (1923)
- Yesterday's Wife
- The Marriage Market (1923)
- Innocence (1923)

#### 1924
- Discontented Husbands
- Pal o' Mine

#### 1925
- Three Keys
- Quello scapestrato di papà (Speed) (1925)
- The Unwritten Law (1925)
- The Love Gamble

#### 1926
- Occhi nell'ombra (Brooding Eyes) (1926)
- The Millionaire Policeman

### Sceneggiatore
- The Dove and the Serpent, regia di Francis J. Grandon (1912)
- Footprints, regia di Edward LeSaint – cortometraggio (1914)
- The Three Godfathers, regia di Edward LeSaint (1916)
- Merely Mary Ann, regia di Edward Le Saint (1920)
- The Girl of My Heart, regia di Edward Le Saint (1920)
- Two Moons, regia di Edward Le Saint (1920)
- The Men of Zanzibar, regia di Rowland V. Lee (1922)
- Oath-Bound, regia di Bernard J. Durning (1922)
- Only a Shop Girl, regia di Edward Le Saint (1922)
- Temptation, regia di Edward LeSaint - scritto con Lenore Coffee (1923)

### Film e documentari dove appare LeSaint
- The Lost Jungle
- Stoogemania: i nuovi fratelli Marx
- The Three Stooges 60th Anniversary Special
- Stooges: The Men Behind the Mayhem della serie tv Biography